# Людвіг Сланський
Лю́двіг Сла́нський (чеськ. Ludvík Slánský; нар. 26 червня 1838, Нови Бор, Богемське королівство, Австро-Угорщина — пом. 15 серпня 1905, Прага) — чеський скрипаль, композитор та диригент.

## Життєпис
Народився 26 червня 1838 року в Нови Бор у родині вчителів.
1849 року Людвіг Сланський приїхав до Праги, де став учасником хору хлопчиків у Соборі святого Віта, яким керував Ян Непомук Шкроуп.
З 1852 по 1858 рік він вивчав скрипку у Моріца Мільднера в Празькій консерваторії.
Від 1859 року він працював скрипалем і солістом, а також балетним репетитором та диригентом у Становому театрі.
Як наступник Едуарда Таувіца він був другим диригентом, а з 1871 по 1885 — першим диригентом.
Згодом став професором Празької консерваторії, а від 1870 року — диригентом Празької німецької опери, де пропрацював майже 30 років.
У 1886 році він диригував своєю 100-тою оперною прем'єрою (а ще були 37 прем'єр оперет).
1889 року він вийшов на пенсію.

## Диригування
- 1871 — «Нюрнберзькі мейстерзінгери» Ріхарда Вагнера
- 1886 — «Трістан та Ізольда» Ріхарда Вагнера